# Jonathan Carapetis
Jonathan Carapetis (1961) es un médico pediatra australiano especializado en enfermedades contagiosas y salud infantil de los pueblos originarios. Es profesor Winthrop de la Universidad de Australia Occidental y socio honorario investigador del Walter & Eliza Hall Instituto de Investigaciones Médicas.
El Prof. Carapetis es Director del Telethon Instituto de Niños (anteriormente Telethon Instituto de Investigaciones de Salud del Niño) en Perth, Australia Occidental. Es médico practicante (MBBS), especialista pediátrico (FRACP Paediatrics) médico en enfermedades contagiosas (FRACP Infecta Dis) y médico de salud pública (FAFPHM), así como un PhD.

## Biografía
Nació en Port Pirie, Australia del sur. Se muda a Washington, D.C. a mediados de los 1970s dónde vive cuatro años mientras su padre trabajado como ingeniero civil para el Banco Mundial en África. Durante visitas frecuentes a África para ver a su padre que Carapetis desarrolló una concienciación y entendiendo otras culturas y gobiernos.
La mayoría de sus años universitarios los ocupó en la Escuela Internacional en EE. UU. completando el International Baccalaureate antes de regresar a Australia para estudiar medicina en la Universidad de Melbourne. Y muchas de sus vacaciones universitarias iba a África para estar con su padre y él era en Tanzania donde hacia prácticas médicas en un local comunitario cercano al Mt Kilimanjaro. Allí Carapetis desarrolló un interés en salud de niño y vio los desafíos de las comunidades de frente a las familias que luchan con la pobreza y con crisis de salud importante como el inicio de VIH, malaria, neumonía y desnutrición.
Carapetis se casó con la pediatra y epidemióloga profesora asociada Sue Skull, y tienen dos hijas.

## Carrera
Carapetis emprendió su internado y posgrado inicial de formación médica en el Real Melbourne Hospital y en el Hospital Real de Niños, en Melbourne entre 1987 y 1992 (con un año de ambulante en 1990). Y entonces trabajó como Residente Jefe en Enfermedades Contagiosas en el Hospital Real de Niños en Melbourne, con parte de su formación de especialización en pediatría.
Se le otorgó un PhD por la Universidad de Sídney con su tesis: Ending the heartache; the epidemiology and control of acute rheumatic fever and rheumatic heart disease in the Top End of the Northern Territory (Poner fin a dolores cardiacos; epidemiología y control de la fiebre reumática aguda y cardiopatía reumática en el extremo superior del Territorio del Norte.) Después de un año trabajando en Canadá como pediatría de Enfermedades Contagiosas, y regresó a Australia en 1999 donde instaló el Centro para Salud de Niño Internacional en la Universidad de Melbourne. Allí ocupó mucho de su tiempo sobre la salud de niños en países en desarrollo y trabajando en el desarrollo de vacunas asequibles y eficaces para ayudar niños en Fiyi y Vietnam.

## Premios, Honores y otros reconocimientos
En 2013, se le otorgó un doctorado honorario de Ciencia, Universidad de Charles Darwin, Territorio del Norte.
En 2008 fue nombrado el australiano del Año del Territorio del Norte y seleccionado como una de las 100 personas más Listas de Australia (y uno de los Diez en Medicina y Salud) en La Revista de Boletín "Lista 100".
En 2006, fue seleccionado uno de las superiores Diez Mentes Científicas de Australia por debajo 45 los años ("Premios de Chispas" Brillantes) por Revista Cosmos.
```
Ha escrito numerosos textos y capítulos en fiebres reumáticas, invitado en más de 40 conferencias nacionales e internacionales, y ha revisado más de 150 publicaciones arbitardas. Ha investigado enfermedades estreptococa y pneumococa, otras vacunas para enfermedades evitables, 
vitamina
 D deficiencia en refugiados, e infecciones de tracto urinario en niños.
```

### Posiciones presentes
- Director, Telethon Bromea Instituto
- Winthrop Profesor, Universidad de Australia Occidental
- Asesor, Paediatric Enfermedades Contagiosas, Hospital de Margaret de la Princess para Niños.

### Adjunto
- Honorary Professorial, Facultad de Ingeniería, Ciencia de Salud y Entorno, Universidad Charles Darwin
- Profesor, Universidad de Queensland
- Miembro Honorario Menzies Escuela de Búsqueda de Salud
- Miembro Honorario, Instituto de Búsqueda de Murdoch Niños
- Miembro Honorario del Walter e Instituto de Sala de la Eliza de Búsqueda Médica.

### Membresías actuales
- 2014-Miembro, australiano Indigenous Doctores' Asociación (AIDA)
- 2014- Miembro, Departamento de Corrective Servicios WA, Tablero de Justicia de la Juventud
- 2014- Academia Amiga , australiana de Salud y Ciencias Médicas (AAHMS)
- 2013-	Miembro, Estrategia de Inmunización australiana Occidental Implementación Steering Comité (WAISISC)
- 2013-	Silla, Grupo Aconsejable Clínico, WA RHD Programa de Control
- 2012-	Miembro, Búsqueda de Salud Estatal australiana Occidental Consejo consultivo
- 2012-	Director Ejecutivo, Telethon Bromea Consejo de administración de Instituto
- 2012-	Miembro, Comité de Administración del Programa, RHD Australia
- Tablero de 2011 Editoriales Miembro, Revista de Corazón Global, Federación de Corazón Mundial y Elsevier
- 2011-	Grupo Laborable en Rheumatic Fiebre y Rheumatic Enfermedad de Corazón, Federación de Corazón Mundial, Geneva
- Miembro de 2010 Tableros, Una Enfermedad a la vez Fundación
- 2008- Miembro, australiano de Consejo consultivo Indigenous HealthInfoNet
- 2008-	Miembro de Núcleo de Grupo Experto y Cabeza, Grupo Experto en Rheumatic Enfermedad de Corazón, Enfermedades Cardiovasculares Grupo Experto, Carga Global de Enfermedades, Daños, y Estudio de Factores del Riesgo
- 2007-	Comité Nacional para Medicina, Academia australiana de Ciencia
- 2008- Miembro de Núcleo de Grupo Experto, Enfermedades Cardiovasculares Grupo Experto, Carga Global de Enfermedades, Daños, y Estudio de Factores del Riesgo
- 2007- Academia australiana de Ciencia, Comité Nacional para Medicina

### Calificaciones profesionales
- 1998		Ph.D				Universidad de Sídney
- 1997		F.Un.F.P.H.M			Facultad australiana de Medicina de Salud Pública
- 1995		F.R.Un.C.P (Enfermedades contagiosas)	Universidad australiana Real de Medicina
- 1994		F.R.Un.C.P (Paediatrics) 	Universidad australiana real de Medicina
- 1986		M.B.B.S				Universidad de Melbourne
- 1984		B.Med.Sc.			Universidad de Melbourne